# Uma-jirushi
Uma-jirushi (馬印 lit. insignia de caballo?) eran enormes banderas utilizadas durante la época feudal de Japón para identificar a un daimyō en el campo de batalla. 

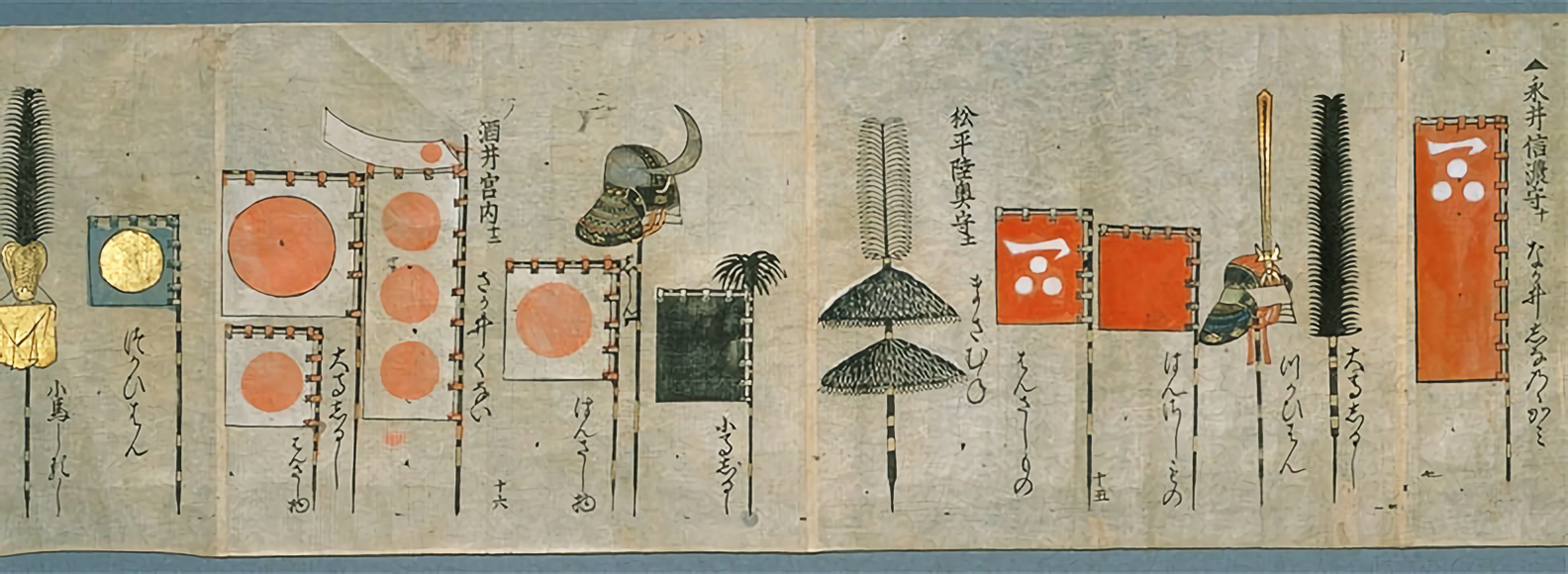
Una variedad de diseños Uma-Jirushi, tomados del libro O Uma Jirushi.

Tuvieron un auge importante durante el período Sengoku de la historia de Japón. Mientras que algunas eran simples banderas grandes, no muy diferentes de los sashimono o hata-jirushi, muchas eran figuras tridimensionales, como cometas, en formas de campanas, gongs, sombrillas o serpentinas.
Aunque estos estandartes tenían diversas formas, sólo había dos categorías: los ō-uma-jirushi y los ko-uma-jirushi, el mayor estandarte y el más pequeño, respectivamente. Los daimyō de menores ingresos tenían sólo un estandarte, el más pequeño, mientras que los de mayores ingresos contaban con ambos. En 1645, el shogunato Tokugawa formalizó su uso, permitiendo que los daimyō con un ingreso superior a los 1,300 koku utilizaran los ko-uma-jirushi, y los daimyō que tuvieran ingresos superiores a los 6,000 koku emplearan además los ō-uma-jirushi.
Los ō-uma-jirushi eran el centro de acción en el campo de batalla, ya que mientras estos ayudaban en la organización y afectaban a la moral de las tropas aliadas, también atraían la atención de los guerreros enemigos, por lo que los que portaban los uma-jirushi eran constante objeto de ataques, por lo esta posición era sumamente peligrosa. Los ō-uma-jirushi eran continuamente sujetados en bolsas de cuero fijadas a los cinturones de los que los cargaban; los que eran especialmente grandes por lo general eran asegurados con un tirante sujetado a un marco que llevaban los guerreros por la espalda.
En 1650, un monje llamado Kyūan realizó un texto llamado O Uma Jirushi, un estudio ilustrado de la heráldica de ese tiempo. El texto describe la heráldica de muchas, si no de todas las principales familias samurái de las batallas del período Sengoku. El texto ha sobrevivido hasta el día de hoy, y permanece como una de las fuentes primarias de información heráldica de ese periodo en Japón.

## Galería de fotos

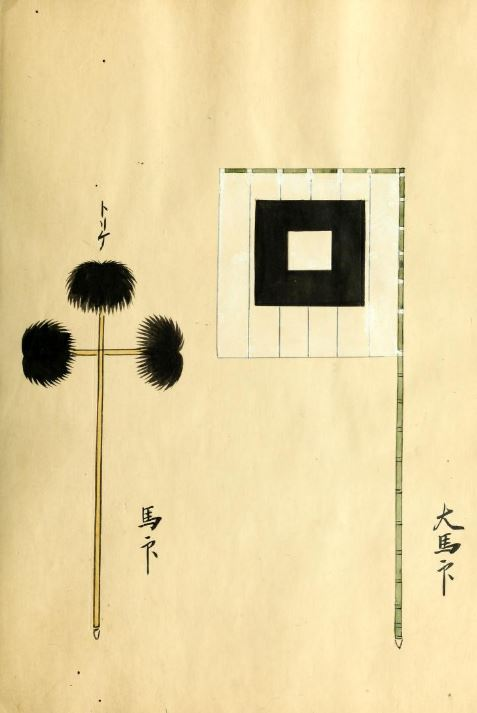
Uma-jirushi de Arima Toyouji
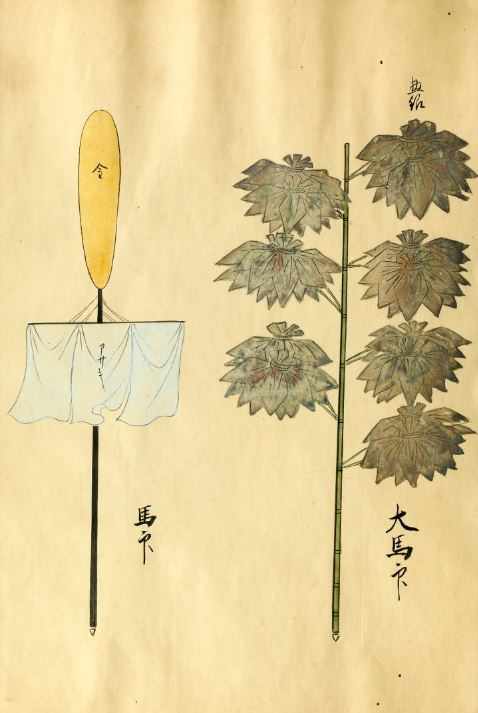
Uma-jirushi de Matsudaira Mitsunaga
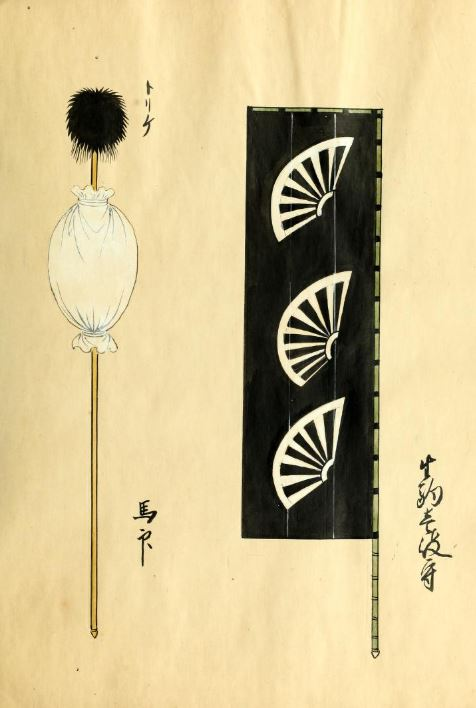
Uma-jirushi de Ikoma Takatoshi
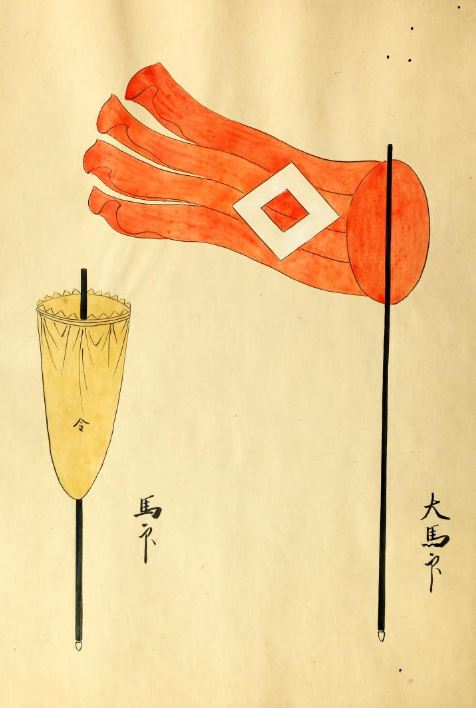
Uma-jirushi de Hori Naoyori